# Кошарка на Летњим олимпијским играма 1956.
Кошаркашки турнир на Летњим олимпијским играма 1956. је четврти званични кошаркашки турнир на Олимпијским играма. Турнир је одржан у Мелбурну, Аустралија. На турниру је учествовало укупно 15 репрезентације, што је био необично мали број учесника за кошаркашки турнир.
Репрезентације су биле подељене у четири групе. Три групе су имале по четири екипе а четврта група је имала три репрезентације. Две првопласиране репрезентације из сваке групе су се пласирале за даље такмичење. Репрезентације које су завршиле на трећем и четвртом месту по групама су играли у утешној групи за пласман од 9. до 15. места.
Осам репрезентације су у четвртфиналу такмичења биле подељене у две групе, где су две првопласиране ишле у полуфиналну групу а трешепласиране и четвртопласиране репрезенатције опет ишле у утешну групу где су се бориле за позиције од 5. до 8. места. Четири преостале репрезентације у полуфиналниј групи су играле по једноктратном куп систему, победници су ишли у финале и борбу за злато а репрезентације које су изгубле у полуфиналном сусрету су се између себе бориле за треће место и бронзану медаљу.
Утакмице су игране у Ројал егсибишн билдингу (Royal Exhibition Building).

## Земље учеснице турнира
Свакој репрезентацији је омогућено да има највише 14 играча. На турниру је укупно било 174 играча који су представљали 15 репрезентација учесница. На кошаркашком турниру је одиграно укупно56 утакмица.
| - Аустралија - Бразил - Бугарска - Јапан - Канада - Јужна Кореја - Република Кина - Сингапур | - Тајланд - Сједињене Америчке Државе - Совјетски Савез - Уругвај - Француска - Филипини - Чиле |

## Резултати

### Прелиминарна фаза

#### Група A
| Репрезентација   | Бод | Ута | П | И | К+  | К-  |
| ---------------- | --- | --- | - | - | --- | --- |
| Сједињене Државе | 6   | 3   | 3 | 0 | 320 | 122 |
| Филипини         | 5   | 3   | 2 | 1 | 185 | 226 |
| Јапан            | 4   | 3   | 1 | 2 | 171 | 225 |
| Тајланд          | 3   | 3   | 0 | 3 | 123 | 226 |

- Филипини : Тајланд, 55-44
- САД : Јапан, 98-40
- САД : Тајланд, 101-29
- Филипини : Јапан, 76-61
- Јапан : Тајланд, 70-50
- САД : Филипини, 121-53

#### Група Б
| Репрезентација  | Бод | Ута | П | И | К+  | К-  |
| --------------- | --- | --- | - | - | --- | --- |
| Француска       | 6   | 3   | 3 | 0 | 236 | 183 |
| Совјетски Савез | 5   | 3   | 2 | 1 | 255 | 177 |
| Канада          | 4   | 3   | 1 | 2 | 206 | 234 |
| Сингапур        | 3   | 3   | 0 | 3 | 154 | 257 |

- СССР : Канада, 97-59
- Француска : Сингапур, 81-54
- Канада : Сингапур, 85-58
- Француска : СССР, 76-67
- СССР : Сингапур, 91-42
- Француска : Канада, 79-62

#### Група Ц
| Репрезентација | Бод | Ута | П | И | К+  | К-  |
| -------------- | --- | --- | - | - | --- | --- |
| Уругвај        | 6   | 3   | 3 | 0 | 238 | 187 |
| Бугарска       | 5   | 3   | 2 | 1 | 242 | 199 |
| Република Кина | 4   | 3   | 1 | 2 | 216 | 249 |
| Јужна Кореја   | 3   | 3   | 0 | 3 | 194 | 255 |

- Р. Кина : Кореја, 83-76
- Уругвај : Бугарска, 70-65
- Уругвај : Р. Кина, 85-62
- Бугарска : Кореја, 89-58
- Бугарска : Р. Кина, 88-71
- Уругвај : Кореја, 83-60

#### Група Д
| Репрезентација | Бод | Ута | П | И | К+  | К-  |
| -------------- | --- | --- | - | - | --- | --- |
| Бразил         | 4   | 2   | 2 | 0 | 167 | 125 |
| Чиле           | 3   | 2   | 1 | 1 | 137 | 134 |
| Аустралија     | 2   | 2   | 0 | 2 | 122 | 167 |

- Бразил : Чиле, 78-59
- Бразил : Аустралија, 89-66
- Чиле : Аустралија, 78-56

### Утешна група 9-15

#### Група 1 (9-15)
| Репрезентација | Бод | Ута | П | И | К+  | К-  |
| -------------- | --- | --- | - | - | --- | --- |
| Република Кина | 6   | 3   | 3 | 0 | 218 | 189 |
| Аустралија     | 5   | 3   | 2 | 1 | 258 | 208 |
| Сингапур       | 4   | 3   | 1 | 2 | 200 | 215 |
| Тајланд        | 3   | 3   | 0 | 3 | 150 | 214 |

- Аустралија : Тајланд, 87-48
- Р. Кина : Сингапур, 67-64
- Сингапур : Тајланд, 62-50
- Р. Кина : Аустралија, 86-73
- Р. Кина : Тајланд, 65-52
- Аустралија : Сингапур, 98-74

#### Група 2 (9-15)
| Репрезентација | Бод | Ута | П | И | К+  | К-  |
| -------------- | --- | --- | - | - | --- | --- |
| Канада         | 4   | 2   | 2 | 0 | 147 | 123 |
| Јапан          | 3   | 2   | 1 | 1 | 143 | 140 |
| Јужна Кореја   | 0   | 2   | 0 | 2 | 130 | 157 |

- Канада : Кореја, 74-63
- Јапан : Кореја, 83-67
- Канада : Јапан, 73-60

#### Класификација 13-15
Тајланд је са овим поразом остао на задњем 15. месту.
- Кореја : Тајланд, 61-47
- Сингапур, слободан

##### Класификација 13/14
- Сингапур : Кореја, 92-79

#### Класификација 9-12
- Јапан : Р. Кина, 82-61
- Канада : Аустралија, 83-38

##### Класификација 11/12
- Р. Кина : Аустралија, 87-70

##### Класификација 9/10
- Канада : Јапан, 75-60

### Четвртфинале

#### Четвртфинална група A
| Репрезентација | Бод | Ута | П | И | К+  | К-  |
| -------------- | --- | --- | - | - | --- | --- |
| Француска      | 5   | 3   | 2 | 1 | 195 | 187 |
| Уругвај        | 5   | 3   | 2 | 1 | 221 | 209 |
| Чиле           | 4   | 3   | 1 | 2 | 221 | 220 |
| Филипини       | 4   | 3   | 1 | 2 | 204 | 225 |

- Француска : Чиле, 71-60
- Уругвај : Филипини, 79-70
- Уругвај : Чиле, 80-73
- Филипини : Француска, 65-58
- Чиле : Филипини, 88-69
- Француска : Уругвај, 66-62

#### Четвртфинална група Б
| Репрезентација   | Бод | Ута | П | И | К+  | К-  |
| ---------------- | --- | --- | - | - | --- | --- |
| Сједињене Државе | 6   | 3   | 3 | 0 | 283 | 150 |
| Совјетски Савез  | 5   | 3   | 2 | 1 | 208 | 209 |
| Бугарска         | 4   | 3   | 1 | 2 | 182 | 224 |
| Бразил           | 3   | 3   | 0 | 3 | 192 | 282 |

- САД : Бугарска, 84-44
- СССР : Бразил, 87-68
- СССР : Бугарска, 66-56
- САД : Бразил, 113-51
- САД : СССР, 85-55
- Бугарска : Бразил, 82-73

#### Класификациона група од 5-8 места
- Бразил : Чиле, 89-64
- Бугарска : Филипини, 80-70

##### Класификациона утакмица за 7/8 место
- Филипини : Чиле, 75-68

##### Класификациона утакмица за 5/6 место
- Бугарска : Бразил, 64-52

### Полуфинале
| Датум | Полуфинале - кошарка ЛОИ 1956 | Резултат |
| ----- | ----------------------------- | -------- |
|       | Совјетски Савез - Француска   | 56 - 49  |
|       | Сједињене Државе - Уругвај    | 101 - 38 |

### Финале
Утакмица за треће место
| Датум | Утакмица за бронзу - кошарка ЛОИ 1956 | Резултат |
| ----- | ------------------------------------- | -------- |
|       | Уругвај - Француска                   | 71 - 62  |

Утакмица за прво место
| Датум | Утакмица за злато - кошарка ЛОИ 1956 | Резултат |
| ----- | ------------------------------------ | -------- |
|       | Сједињене Државе - Совјетски Савез   | 89 - 55  |

## Медаље
| · 2° место · Совјетски Савез · | · Олимпијски шампион · Сједињене Државе · 4° титула | · 3° место · Уругвај · |

## Коначан пласман
| Позиција | Репрезентација            |
| -------- | ------------------------- |
| 1        | Сједињене Америчке Државе |
| 2        | Совјетски Савез           |
| 3        | Уругвај                   |
| 4        | Француска                 |
| 5        | Бугарска                  |
| 6        | Бразил                    |
| 7        | Филипини                  |
| 8        | Чиле                      |
| 9        | Канада                    |
| 10       | Јапан                     |
| 11       | Република Кина            |
| 12       | Аустралија                |
| 13       | Сингапур                  |
| 14       | Јужна Кореја              |
| 15       | Тајланд                   |